# Morningナビ!!
『Morningナビ!!』（モーニングナビ）は、2015年3月30日からLuckyFM茨城放送で放送されているワイド番組である。

## 放送時間
現在の放送時間
- 月曜 - 土曜 6:00 - 9:00

## パーソナリティ
- 月曜・火曜:今章子
- 水曜・木曜:林美津子
- 金曜・土曜:築島雪枝

### パーソナリティの変遷
|          | 月曜日   | 火曜日   | 水曜日   | 木曜日   | 金曜日   | 土曜日   |
| -------- | -------- | -------- | -------- | -------- | -------- | -------- |
| 2015年度 | 田中正史 | 田中正史 | 田中正史 | 今章子   | 今章子   | 築島雪枝 |
| 2016年度 | 今章子   | 今章子   | 今章子   | 高橋圭太 | 高橋圭太 | 築島雪枝 |
| 2017年度 | 今章子   | 今章子   | 今章子   | 高橋圭太 | 高橋圭太 | 築島雪枝 |
| 2018年度 | 今章子   | 今章子   | 今章子   | 粕谷智成 | 築島雪枝 | 築島雪枝 |
| 2019年度 | 今章子   | 今章子   | 今章子   | 粕谷智成 | 築島雪枝 | 築島雪枝 |
| 2020年度 | 今章子   | 今章子   | 今章子   | 粕谷智成 | 築島雪枝 | 築島雪枝 |
| 2021年度 | 今章子   | 今章子   | 林美津子 | 林美津子 | 築島雪枝 | 築島雪枝 |
| 2022年度 | 今章子   | 今章子   | 林美津子 | 林美津子 | 築島雪枝 | 築島雪枝 |
| 2023年度 | 今章子   | 今章子   | 林美津子 | 林美津子 | 築島雪枝 | 築島雪枝 |
| 2024年度 | 今章子   | 今章子   | 林美津子 | 林美津子 | 築島雪枝 | 築島雪枝 |

## タイムテーブル
2025年4月現在。
- 6:10 天気予報
- 6:12 あさのことば（月 - 金）
- 6:17 朝刊チェック!（月 - 金）
- 6:30 LuckyFMニュース
- 6:35 わくわくお届け便（土）
- 6:37 天気予報
- 6:40 市場だより（月 - 金）
- 6:45 快適生活ラジオショッピング（月 - 金）
- 6:55 トレインインフォメーション
- 7:00 LuckyFMニュース
- 7:03 天気予報
- 7:06 スポーツニュース
- 7:10 お早う！ニュースネットワーク（月 - 金）、レコードNavi（土）
- 7:25 LuckyFM交通情報
- 7:28 天気予報
- 7:30 ラジオ県だより（月 - 金）、Buy Now（土）
- 7:37 みんなの教育（月・水・金）
- 7:42 ニュース・ピックアップ（月 - 金）
- 7:45 LuckyFM交通情報
- 7:48 今日は何の日（月 - 金）、ニュース・ピックアップ（土）
- 7:52 今日は何の日（土）
- 8:00 LuckyFMニュース
- 8:05 天気予報
- 8:07 LuckyFM交通情報
- 8:10 ナビゲートeye（月 - 金）、イバラキNavi（土）
- 8:16 ひたちなか市からのお知らせ（第1・3金）
- 8:18 天気予報（月 - 金）
- 8:20 LuckyFM交通情報
- 8:25 ナビゲートeye（土）
- 8:30 LuckyFMニュース
- 8:33 天気予報
- 8:37 LuckyFM交通情報
- 8:41 快適生活ラジオショッピング（月 - 金）、バック・トゥ・ザ・ウィーク（土）
- 8:46 県警からのお知らせ（月 - 金）
- 8:55  LuckyFM交通情報